# IGol FM
iGol FM – nieistniejące, pierwsze w Polsce radio internetowe o tematyce sportowej. Do 13 grudnia 2011 na antenie pojawiały się relacje na żywo z zawodów piłki nożnej, piłki ręcznej oraz sporadycznie innych dyscyplin. Ramówkę tworzyły też bloki tematyczne, programy publicystyczne i wywiady. Co godzinę, między 10:30 a 18:30 emitowane były wiadomości sportowe. Ponadto do czerwca 2012 o każdej pełnej godzinie, między 6:00 a 20:00 usłyszeć można było wiadomości z kraju i ze świata.

## Historia
Pierwsza audycja została nadana 22 września 2004 roku, od tego czasu Radio iGol FM nadaje codziennie na żywo, 24 godziny na dobę.
27 sierpnia 2005 radio, jako pierwsza internetowa stacja w Polsce przeprowadziło bezpośrednią relację ze stadionu piłkarskiego. Spotkanie Polonia Warszawa - Amica Wronki komentowali Jakub Krupa i Doman Nowakowski.
Do sierpnia 2008 w iGol FM funkcjonowało jako muzyczno-sportowe. W ramówce, prócz programów sportowych i relacji live pojawiały się także audycje stricte muzyczne i pasma programowe, oparte na muzyce. 87 notowań doczekała się lista przebojów Liga Muzycznych Hitów. Nieoficjalnie ostatnie notowanie wyemitowane zostało 27 sierpnia 2008, a na pierwszym miejscu uplasował się Måns Zelmerlöw i jego utwór Miss America. Z początkiem września 2008 radio przeszło restrukturyzację, spowodowaną niezadowalającymi wynikami słuchalności programów muzycznych, przy obiecujących statystykach relacji i programów sportowych. Zmiany miały na celu bardziej zdecydowane postawienie na sport, kosztem muzyki. Radio opuściła zdecydowana większość redakcji muzycznej, pojawiły się za to nowe programy sportowe, zwiększona została dzienna ilość wydań wiadomości sportowych.
W połowie listopada 2011 z powodu nieuzyskania praw do przeprowadzania relacji "na żywo" z cieszących się zainteresowaniem wydarzeń sportowych, a także z powodu nieprzedłużenia umowy przez ZAiKS, podjęta została decyzja o zaprzestaniu nadawania regularnego sygnału radiowego drogą internetową, a skupieniu się jedynie na produkcji programów radiowych, udostępnianych w formie podcastów. Radio nadawało do 13 grudnia 2011, kiedy to po pożegnalnej audycji, zakończonej piosenką "Nadzieja" zespołu Ira sygnał radia został wyłączony. Audycje w postaci podcastów były tworzone do września 2012, kiedy to radio zawiesiło, by następnie całkowicie zakończyć swoją działalność.

## Ludzie
Obecnie: 
- Wojciech Kocjan – właściciel radia, Michał Ćwiek – dyrektor programowy, Michał Borowy- Z-ca dyrektora programowego[1]
- Wybrani dziennikarze i prezenterzy: Krzysztof Niedzielan, Adrian Nowak (obecnie Radio Weszło FM), Michał Wszołek, Karol Kuśka, Michał Borowy, Michał Ćwiek

Dawniej w iGol FM pracowali m.in.:
Mateusz Święcicki (obecnie Orange Sport TV), Michał Słabicki (obecnie Radio 7), Mateusz Dublinowski (Radio Weekend Chojnice), Mateusz Tomaszuk (Polskie Radio - Program 4), Marek Lubasiński (Radio Kampus - Warszawa 97,1 FM), Łukasz Wiśniowski (Orange Sport TV), Piotr Dumanowski (Orange Sport Info), Michał Ulman (Radio eN), Michał Dziwisz (Radio DHT), Sebastian Stelmach (Radio SuperNova), Maciek Sypniewski, Jakub Krupa (rzecznik prasowy Polonii Warszawa).

## Programy

### Emitowane do grudnia 2011
- Radiowy Serwis Sportowy - program informacyjny (Emisja poniedziałek-piątek: 10:30, 16:30-19:30, sobota, niedziela: 10:30, 12:30, 19:00)
- Przed Dziewiątą - program informacyjno-publicystyczny (poniedziałek-piątek: 20:30-20:50)
- EuroiGol - magazyn piłkarski (poniedziałek: 21:00-22:00)
- Magazyn Ekstraklasy - magazyn piłkarski (poniedziałek: 19:10-19:50)
- SzczypGol - magazyn piłki ręcznej (wtorek 20:10-20:30)
- Na korcie - magazyn tenisowy (wtorek 19:10-19:20)
- Na wirażu - magazyn żużlowy (wtorek 18:10-18:50)
- Piłkarskie Tango - magazyn piłkarski (czwartek 20:10-20:30)
- PitStop - magazyn F1 (piątek 19:10-19:25)
- EuroRaport - magazyn poświęcony przygotowaniom do Euro 2012 (środa 20:05-20:30); co 2 tygodnie
- Bamboleo - nowela radiowa, emitowana od 27 listopada 2009
- Punkt widzenia - magazyn publicystyczny
- Oko w oko - weekendowe rozmowy z zaproszonymi gośćmi

### Dawniej
- W rytmie La Liga (VIII 2007 - IX 2007 wtorek: 19:00-20:00, IX 2007 - V 2008 poniedziałek: 19:05-20:00, IX 2008 - XII 2008 poniedziałek 20:10-20:55)
- Magazyn Żużlowy (VII 2006 - IX 2006 wtorek: 14:30-15:15, IV 2007 - IX 2007 wtorek: 17:30-18:00)
- Liga Hitów (lista przebojów, nadawana od 20 września 2007 do 27 sierpnia 2008; w lutym 2008 emisję programu o identycznej nazwie rozpoczęło Radio Zet)

### Programy sezonowe
- Transferowe Lato (od czerwca do sierpnia 2007, w soboty między 20:00 a 21:00)
- Studio Mundial (w okresie trwania piłkarskich Mistrzostw Świata w 2006 roku, od 16:00 do 18:00)
- Studio Euro (w okresie trwania piłkarskich Mistrzostw Europy w 2008 roku, od 20:00 do 20:45, a także przed i po każdym meczu)

### Nowele radiowe
Radio iGol FM stworzyło kilka seriali radiowych, zwanych "radionowelami", o charakterze humorystycznym (m.in. R jak Rasiak, Bamboleo, Bamboleo II). Zazwyczaj jedna radionowela była emitowana przez jeden sezon. W kolejnym jej miejsce zajmowała nowa.